# Rio Drahmirov
O Rio Drahmirov é um rio da Romênia, afluente do Ruscova, localizado no distrito de Maramureş.